# Archineura hetaerinoides
Archineura hetaerinoides – gatunek ważki z rodziny świteziankowatych (Calopterygidae). Występuje w Laosie i północnym Wietnamie. Nie jest zagrożony wyginięciem.